# Десант при Ряхово
Десантът при Ряхово (в западни и румънски източници: офанзива Фламънда) е безуспешен опит на румънски войски да установят предмостие на българския бряг на Дунав между Русе и Тутракан, предприет в началото на октомври 1916 година, по време на Първата световна война. Ликвидирането на десанта пресича руско-румънската контраофанзива в Добруджа и способства за победата на Централните сили при Кубадин.

## Замисъл на румънското командване
В началото на септември 1916 г. – броени дни след включването на Румъния във войната на страната на Съглашението, българските войски завладяват последователно Добрич, Тутракан и Силистра, отвоювайки териториите, завзети от румънците през Междусъюзническата война. Българското настъпление е спряно на 19 септември в първата битка при Кубадин.
В тази обстановка новоназначеният командир на румънската Южна група армии, генерал Александру Авереску, замисля мащабна контраофанзива. Планът включва едновременно настъпление при Кубадин с Добруджанската армия на генерал Зайончковски, който трябва да ангажира основните сили на противника, и форсиране на Дунав с части на 3-та румънска армия в дълбокия тил на групата армии „Макензен“. Крайната цел на операцията, при благополучно развитие на десанта, е разгром на българо-турско-германските войски и връщане на контрола над Добруджа. В случай на частичен успех се цели установяване на трайно предмостие на десния дунавски бряг, което би усилило румънската отбрана при Кубадин и по Дунав.
За извършване на десанта са определени три пехотни дивизии (10-а, 21-ва и 22-ра), а за място е избран участъкът между Фламънда на румънския и Ряхово на българския бряг. Поставянето на прегради срещу австрийския речен флот, базиран край Белене, построяването на шосе и подвозът на войски и снаряжение през блатистата местност край Фламънда продължава 12 дни. През това време, на 26 септември, Централните сили започват (с групата армии „Фалкенхайн“) своя офанзива срещу Румъния в Карпатите.

## Развой и провал на операцията
На 28 септември командването на групата армии „Макензен“ е уведомено от въздушното си разузнаване за съсредоточаването на противникови войски при Олтеница, но не отделя съществени сили за отбрана на застрашения участък. Румънската операция започва на 29 септември на 80 км широк фронт от Фламънда (до гр. Олтеница при устието на р. Арджеш на Дунав) до Зимнич в посока на западния фланг на Макензен с румънски сили, които разполагат с подавляващо превъзходство в пехота и артилерия. Този опит за противников десант на Дунава е атакуван и отхвърлен от Дунавската флотилия на Австро-унгарския флот.
На 1 октомври части на 10-а румънска дивизия успяват с лодки да форсират Дунав при Ряхово, заемат го заедно с близките села – Сливо поле, Кая махле и Пара махле и до вечерта изграждат десантен мост през реката. Срещу румънците тръгват в атака части от 5-и опълченски полк и 17-а погранична дружина. Две роти от българския опълченски полк се хвърлят в ожесточен бой и до вечерта си връщат контрола над с. Кая махле. Противникът успява да напредне само 4 км на фронт от 14 км. Румънското настъпление е спряно. Същия ден, според плана, започва офанзива и на Добруджанския фронт, обединените 9 руски и румънски дивизии атакуват, но напреднали едва 8 км, давайки тежки загуби са отхвърлени от българската войска и фронтът там също се стабилизира. В нощта на 1 срещу 2 октомври българските граничари и опълченци нападат предмостието и всяват паника в румънските войски, увреден е понтонният мост през Дунава от взрив на българска мина или подривна група, от силна буря или нападение на австрийски съдове. На следващата сутрин на десния бряг (при Ряхово) все пак преминават седем пехотни полка (пет от 10-а и два от 21-ва дивизия) с обози и артилерия. При форсирането германски самолети бомбардират десанта и му нанасят чувствителни загуби. Прехвърлените войски дават възможност румънците да разгърнат подавляващо превъзхождащи сили и защитниците макар нараснали до шест роти и няколко батареи, са оттеглени на по-изгодни позиции. Същевременно, на 2 октомври австроунгарската речна флотилия атакува и, въпреки румънската тежка артилерия на левия бряг, нанася тежки повреди на моста край Фламънда, допълнителни затруднения за прехвърлянето на румънците към Ряхово идват и от силна буря, която наводнява района на съсредоточаване. Неуспехът на планирания пробив на Добруджанския фронт, яростната съпротива на българите, действията на флота и започналите на 3 октомври тежки пехотни боеве в околностите на Фламънда, принуждават командващият румънски генерал Александру Авереску да признае пълното поражение на цялата операция и на 2 октомври вечерта заповядва изтегляне на по-голямата част от войските си за да концентрира сили и да попречи на офанзивата на Централните сили в Трансилвания. До следващата сутрин на българския бряг остават два румънски пехотни полка и малокалибрени батареи. На 3 октомври, когато повечето от десантните войски вече са се оттеглили обратно през Дунав, командването на групата армии „Макензен“ праща още подкрепления – (четири дружини) в района на десанта. Българите и германците, изненадани от отстъплението, подлагат на ожесточен обстрел ариергарда на отстъпващите румънци и успешно отразили десанта след само няколкодневни боеве възстановяват неоспоримия си контрол над целия български бряг на реката. Фламъндската офанзива приключва окончателно на 4 октомври с пълен неуспех за румънците.

## Загуби
| 5-и опълченски полк                  | 2-ра дружина  | 1  | 5   | 0  | 6   |
| 5-и опълченски полк                  | 3-та дружина  | 47 | 72  | 41 | 160 |
| 5-и опълченски полк                  | 4-та дружина  | 15 | 50  | 11 | 76  |
| 5-и опълченски полк                  | Картечна рота | 2  | 7   | 0  | 9   |
| 1/5-ва маршева дружина               |               | 14 | 47  | 0  | 60  |
| 2-ра 7,5 мм не с.с маневрена батарея |               | 0  | 1   | 0  | 1   |
| Общо загуби                          |               | 78 | 182 | 52 | 312 |